# Островчик
Островчик — місцевість у південно-західній частині міста Броди на Львівщині. Назва походить від одного з островів, на якому збудовані Броди.

## Історія
У 1580 році беласький воєвода Станіслав Жолкевський викупив від родини Каменецьких село Броди. Кілька років пізніше Жолкевський вибудував за річкою, на південний схід від Старих Бродів замок на Острові, що дало початок новому поселенню.
Островчик займав важливе стратегічне значення, тут у 1704—1834 роках була розташована одна з резиденцій графів Потоцьких. Наприкінці XVIII століття у цій місцевості розташовувалися порохові склади та салітерня.
У першій половині XIX століття тут зростали сади Мюллера. На межі XIX—XX століть Островчик був місцем проведення міських фестивалів та свят